# Барро, Александрина-Роза
Александрина-Роза Барро (фр. Alexandrine Rose Barreau; 1771, Сартен — 1843, Авиньон), по прозванию Свобода (фр. Liberté) — французская национальная героиня, женщина-гренадер, принимавшая участие во многих сражениях Первой республики и Первой империи.

## Биография
Родилась в 1771 году в Сартене. Муж её и брат были взяты в солдаты, и, чтобы не разлучаться с ними, она переоделась в мужское платье и поступила во 2-й батальон гренадеров. Мужа её звали Лейрок, а она назвала себя по фамилии своих родителей — Барро. Полк этот был послан в армию Западных Пиренеев, и вскоре неустрашимость Барро, служившей под командованием Теофиля Мало Корре де Латура д’Оверня, обратила на себя общее внимание. 16 августа 1794 года, во время войны первой коалиции, французы атаковали занимаемый испанцами редут Аблоки. Барро, увидев падающих под пулями брата и мужа, в порыве бросилась вперед, чтобы отомстить за них. Одной из первых она взбежала на вал — и редут был вскоре взят; но Барро в горячке преследования врага забежала слишком далеко и вдруг очутилась лицом к лицу с каким-то огромным испанцем. В патронташе у неё не было уже ни одного заряда, но Барро, не задумываясь, одним ударом сабли повергла наземь своего противника, сняла с него патронташ и продолжала преследование. Вернувшись к вечеру в лагерь, она застала брата уже мертвым; муж, однако, выздоровел — и они оба принимали затем участие в многочисленных битвах и во времена республики, и при Наполеоне.
Жизнь свою Александрина-Роза Барро кончила в 1843 году, будучи 72 лет от роду, в приюте для инвалидов в Авиньоне; это была первая женщина, вошедшая в этот приют. При погребении ей были возданы все воинские почести.